# British Trust for Ornithology
Le British Trust for Ornithology (BTO) (Trust britannique pour l’ornithologie) est une organisation consacrée à l’étude des oiseaux fondée en 1932 en Grande-Bretagne.

## Activités
Le BTO contribue à des recherches sur la biologie des oiseaux, principalement à l’étude des populations et de la reproduction, le baguage des oiseaux, grâce aux contributions d’un grand nombre de bénévoles. Ses recherches de Garden Birdwatch (observation des oiseaux des jardins), par exemple, reposent sur un grand nombre d’observateurs non spécialisés qui réalisent un comptage des oiseaux vus dans leur jardin.
L’organisation attribue également la médaille Bernard Tucker, pour services rendus à l’ornithologie, ce prix porte le nom du premier secrétaire du BTO, Bernard William Tucker (1901-1950).

### Publications
Le BTO publie plusieurs journaux :
- Bird Study  – un journal scientifique publié depuis 1953.  (ISSN 0006-3657)
- BTO News  –  la bulletin de liaison pour les membres.  (ISSN 0005-3392)
- Bird Table  – pour les participants de l’opération Garden BirdWatch.  (ISSN 1460-6755)
- Ringing and Migration - Journal du comité de baguage du BTO.

### Atlas
En septembre 1967, en s’inspirant de l’Atlas of Breeding Birds of the West Midlands réalisé par le West Midland Bird Club et en partenariat avec l’Irish Wildbird Conservancy (aujourd’hui le BirdWatch Ireland), le BTO commence à travailler sur l’Atlas of Breeding Birds in Britain and Ireland. 3 862 carrés de dix kilomètres carrés sont étudiés. Le premier atlas paraît en 1976.
Le New Atlas (1993) met à jour cette importante recherche, à nouveau avec l’aide de l’Irish Wildbird Conservancy et aussi du Scottish Ornithologists Club. Un Winter Atlas et un Historical Atlas sont également publiés. Le Migration Atlas compile le résultat de près d’un siècle de baguage. Ces atlas, comme les recherches de la BTO, sont réalisés par des bénévoles. Le prochain atlas combine des recherches sur les nidifications et l’hivernage.

## Historique

### L’origine
En 1931, Max Nicholson (1904-2003) écrit :
« In the United States, Hungary, Holland and elsewhere a clearing-house for research is provided by the state: in this country such a solution would be uncongenial, and we must look for some alternative centre of national scope not imposed from above but built up from below. An experiment on these lines has been undertaken at Oxford since the founding of the Oxford Bird Census in 1927 [...]. The scheme now has a full-time director, Mr W.B. Alexander. [...] It is intended to put this undertaking on a permanent footing and to build it up as a clearing-house for bird-watching results in this country. »
Ceci conduit à l’organisation d’une réunion au British Museum de Londres en février 1932, laquelle s’oriente vers la création d’une organisation suivant le schéma d’Oxford. Le nom de British Trust for Ornithology est utilisé en mai 1933 et un appel aux dons est publié dans The Times le 1er juillet de la même année. Max Nicholson est le premier trésorier, Bernard William Tucker (1901-1950) sont secrétaire et Harry Witherby (1873-1943) le vice-président et l’un des premiers donateurs.

### Les initiatives du BTO
- L’institut Edward Grey : en 1938, le BTO fonde le Edward Grey Institute of Field Ornithology. En 1947, l’institut rejoint le nouveau département de recherches zoologiques de terrain de l’université d'Oxford, le BTO se concentre sur un programme de recherche basé sur des bénévoles.
- Beech Grove : en décembre 1962, à la demande de Tony Norris (1917-2005), le BTO achète Beech Grove, une grande maison victorienne à Tring, dans le Hertfordshire.
- The Nunnery (ou Le couvent) : en avril 1991, le BTO part à The Nunnery, Thetford dans le Norfolk, une grande propriété offerte au BTO. Des parties du couvent bénédictin de St George sont encore présent sur le sid. Au début des années 2000, une nouvelle bibliothèque y est créé et est dédié à la mémoire de Chris Mead (1940-2003). L’actuel directeur du BTO est le professeur Jeremy Greenwood.

## Source
- Traduction de l'article de langue anglaise de Wikipédia (version du 30 mai 2007).